# Kazimír Gajdoš (1961)
Kazimír Gajdoš (* 17. prosince 1961) je bývalý slovenský fotbalista.

## Fotbalová kariéra
V československé lize hrál za Inter Bratislava. Nastoupil ve 21 ligových utkáních. Ve druhé nejvyšší soutěži hrál za Spoje Bratislava.

## Ligová bilance
| Ročník                                      | Zápasy | Góly | Klub             |
| ------------------------------------------- | ------ | ---- | ---------------- |
| 1. československá fotbalová liga 1987/88    | 14     | 0    | Inter Bratislava |
| 1. československá fotbalová liga 1988/89    | 7      | 0    | Inter Bratislava |
| 1. slovenská národní fotbalová liga 1988/89 | 11     | 3    | Spoje Bratislava |
| CELKEM                                      | 21     | 0    |                  |